# Правда (Курська область)
Правда (рос. Правда) — хутір в Суджанському районі Курської області Російської Федерації.
Населення становить 66 осіб. Входить до складу муніципального утворення Поріченська сільрада.

## Історія
Населений пункт розташований на території українського етнічного та культурного краю Східна Слобожанщина.
Від 2004 року входить до складу муніципального утворення Поріченська сільрада.

## Населення
| 2002 | 2010 |
| ---- | ---- |
| 76   | ↘66  |